# Gyula de Transilvania
Gyula de Transilvania (¿-?) fue un jefe tribal húngaro de finales del siglo X. Fue el primer líder húngaro en cristianizarse, haciéndolo según el rito oriental de Constantinopla (el primer rey húngaro, San Esteban I de Hungría, lo hizo décadas más tarde y según el rito católico romano, el cual fue el que perduró definitivamente en el nuevo Estado medieval).

## Biografía
Gyula (Geula o Iula) era hijo del jefe húngaro Horka, nieto del caudillo húngaro Tuhutum ganador del rumano Gelu. La lista de jefes de Transylvania, Gelu-Tuhutum-Geula mostró que los rumanos eran la población autóctona. Gyula viajó a Constantinopla en el año 950, donde se hizo bautizar, recibiendo honores de patricio y convirtiéndose en amigo cercano del emperador Constantino VII Porfirogéneta (el historiador medieval griego Kedrenos menciona en su sinopsis a Gyula usando el nombre de "Gulaz"; Anónimo, el cronista húngaro medieval por otra parte lo llamó "Geula").
Para que su tribu húngara se cristianizase, llevó consigo al monje griego Hierotheos, quien fue santificado por el patriarca Teofilacto de Constantinopla como obispo de Transylvania („Turkia”). El religioso comenzó a evangelizar exitosamente, convirtiendo a la corte del jefe tribal húngaro y a mucha gente a la fe cristiana bajo el rito oriental. El propio Gyula se aferró hasta los últimos días de su vida a la fe cristiana, liberó a muchos esclavos cristianos y cuidó sus fronteras de las posibles agresiones del Imperio Bizantino.
Una crónica alemán escribió que Gyula/Iula era el rey::

Stephen rex Ungaricus super avunculum suum regem Iulum cum exercitum venit
Annales Hildesheimenses - text original

Los cronistas húngaros (Anónimo y Simón Kézai) dejaron registrado que Gyula/Iula era padre de Sarolta, esposa del Príncipe Géza de Hungría, y madre del futuro rey San Esteban I de Hungría.
"El hijo de Tuhutumm fue Horka, y Horka tuvo a Gyula y a Zombor. Gyula tuvo dos hijas: Karold y Sarolta. Sarolta fue la madre del rey San Esteban I. El hijo de Zombor era Gyula el joven, padre de Bolya y Bonyha, jefe tribal que fue sometido por el rey San Esteban, terminando así con la independencia que gozaban algunas tribus húngaras y era inaceptable en el nuevo marco de Estado medieval que se estaba gestando. San Esteban hizo llevar atado a Gyula el joven hasta las tierras húngaras que él dominaba y ahí lo mantuvo en prisión el resto de su vida".